# Stargard-Posener Eisenbahn

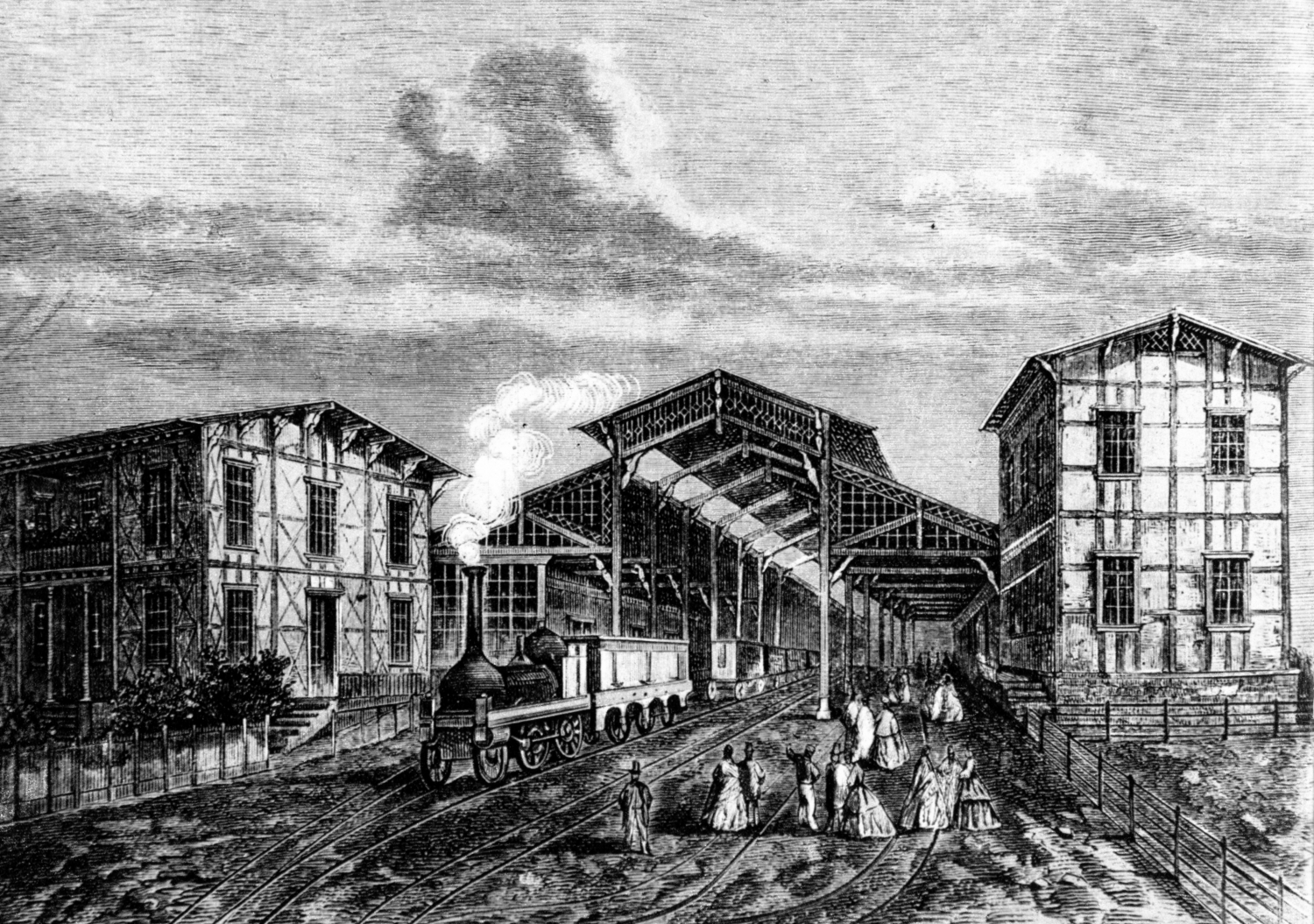
Stargarder Bahnhof in Posen

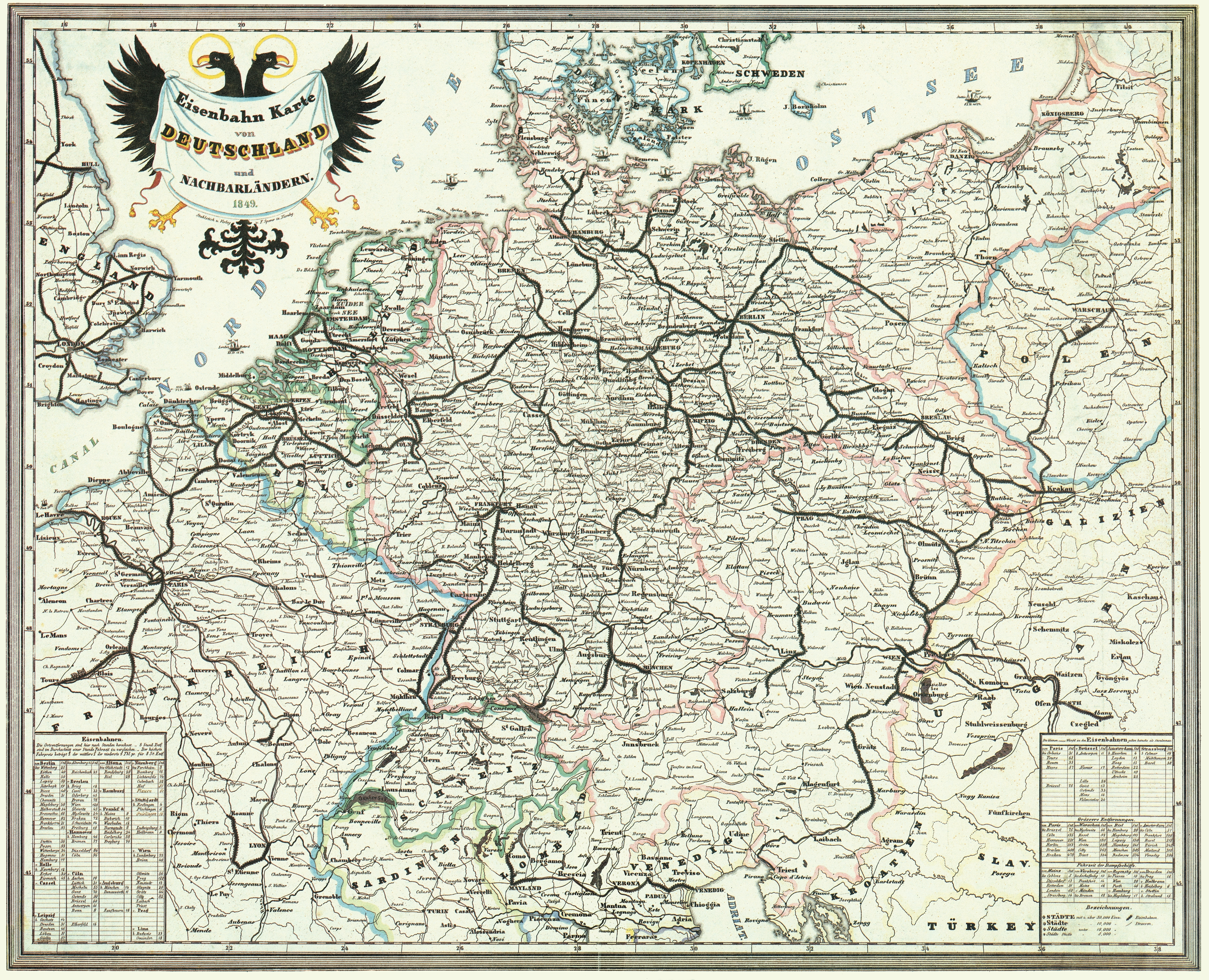
Bahnkarte von Deutschland und Nachbarländern 1849. Dünn eingetragene Strecken waren erst projektiert oder in Bau.

Die Stargard-Posener Eisenbahn-Gesellschaft (kurz SPE oder StPo) wurde im Jahre 1846 gegründet. An ihr übernahm der preußische Staat ein Siebtel des Kapitals und behielt durch weitere Vereinbarungen einen starken Einfluss auf das Unternehmen, an dessen Projekten er großes Interesse zeigte.

## Streckenbau und Netzbeziehungen
Die SPE erbaute eine 170 Kilometer lange eingleisige Hauptbahn, damals an die Strecke Stettin–Stargard (später bis Danzig) der Berlin-Stettiner Eisenbahn-Gesellschaft anschließend die erste Bahnverbindung von Berlin nach Posen (poln. Poznań). Der erste Abschnitt von Stargard an wurde am 10. August 1847 bis Woldenberg in der Neumark (heute Dobiegniew) eröffnet. Etwas verzögert durch die Revolution von 1848 wurde der zweite Abschnitt schrittweise in Betrieb genommen und Posen am 10. August 1848 – also nach einem Jahr – erreicht.
Im von Anfang an als Streckenkreuz vorgesehenen Bahnhof Kreuz (heute Krzyż Wielkopolski) begann die Preußische Ostbahn mit dem Bau ihrer Strecke über Schneidemühl (heute Piła) in die Provinzen West- und Ostpreußen, von Kreuz bis Bromberg (heute Bydgoszcz) seit 27. Juli 1851 in Betrieb. Mit der Vervollständigung des Netzes war Stargard–Posen nur noch Teil der direkten Verbindung der Provinzhauptstädte Stettin und Posen.
In der Zwischenkriegszeit von 1918/19 bis 1939 kreuzte die Strecke die deutsch-polnische Grenze; die Grenzbahnhöfe waren Kreuz und Drawski Młyn.
Heute ist die polnische Bahnstrecke Nr. 351 von Poznań nach Szczecin die wichtigste Bahnverbindung zu den Häfen an der Odermündung. In den Jahren 1975–1978 wurde sie elektrifiziert.

## Besitzverhältnisse
Weil die Erträge der SPE in der Anfangszeit nicht den Erwartungen entsprachen, griff der Staat ein und unterstellte die SPE bereits 1851 der Königlichen Direktion der Ostbahnen in Bromberg, dann 1857 der ebenfalls zeitweise vom Staat verwalteten Oberschlesischen Eisenbahn. Als endgültiges Datum der Verstaatlichung werden der 1. Januar 1883 und der 1. Juli 1886 genannt, obwohl die Aktiengesellschaft  noch weiter bestand.